# WOZA

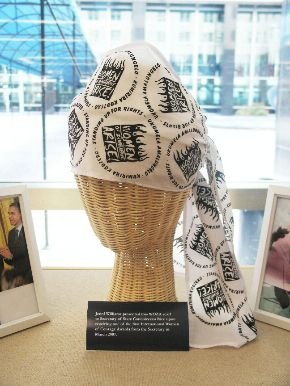
Schal mit dem Emblem von WOZA (2007)

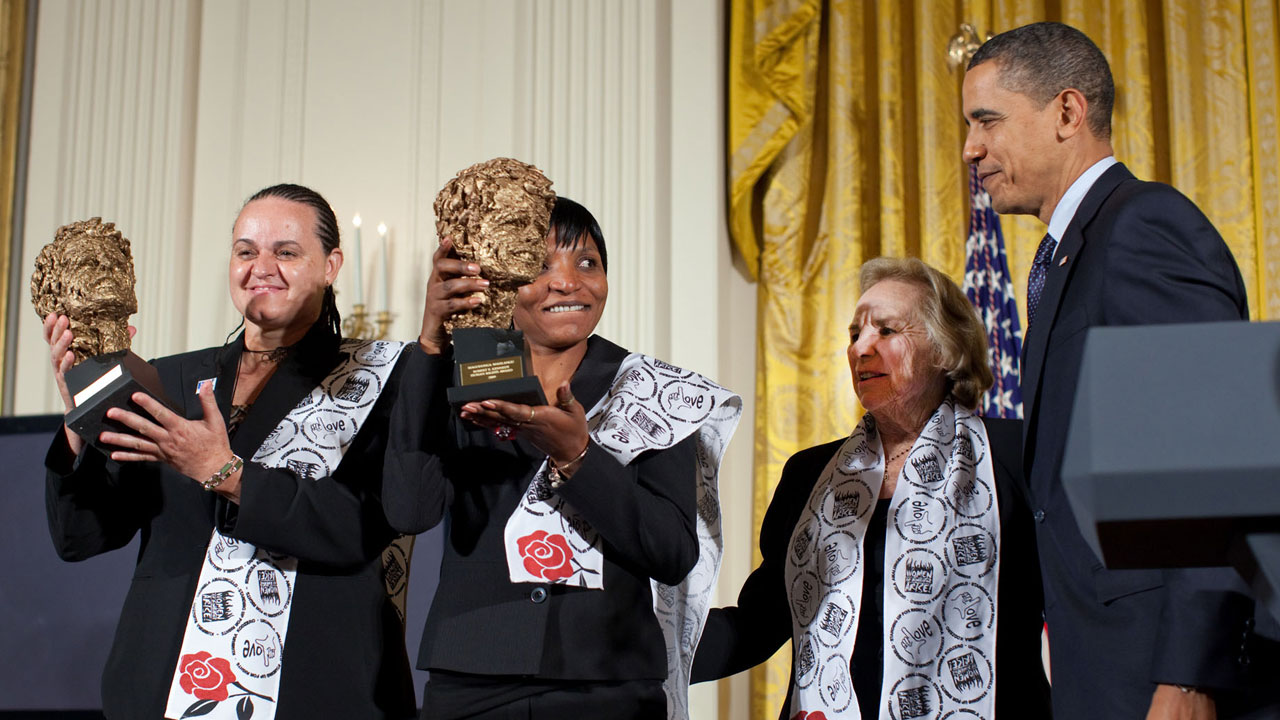
Jenni Williams und Magodonga Mahlangu nehmen im November 2009 für WOZA den Robert F. Kennedy Human Rights Award von Barack Obama und Ethel Kennedy entgegen.

WOZA ist eine Menschenrechtsorganisation von Frauen in Simbabwe. Der Name ist ein Apronym: Die Abkürzung steht für Women of Zimbabwe Arise (Frauen von Simbabwe, steht auf!). Gleichzeitig bedeutet das Wort Komme vorwärts in Ndebele. Mit etwa 35.000 Mitgliedern ist WOZA die größte zivilgesellschaftliche Bewegung des Landes.
Die Organisation wurde im Februar 2003 von mehreren Frauen, u. a. von Jenni Williams, Sheila Dube und Magodonga Mahlangu gegründet. Sie wendet sich mit friedlichen Mitteln wie Gesängen, Tänzen und Gebeten gegen repressive Gesetze wie den Public Order and Security Act, die Verschlechterung der sozialen und wirtschaftlichen Situation sowie Menschenrechtsverletzungen in Simbabwe. Sie sieht ihre Aufgabe unter anderem darin, andere Gruppen in Simbabwe dazu zu animieren, ebenfalls ihre Rechte einzufordern und ist daher besondere Zielscheibe staatlicher Verfolgung. Mehrfach kam es zu Inhaftierungen von WOZA-Aktivistinnen. Am 16. Juni 2004 wurden in Bulawayo 43 Frauen festgenommen, von denen einige später von Misshandlungen, darunter Peitschenhieben auf die Fußsohlen, durch Polizisten berichteten. Während eines Marsches nach Harare im September 2004, bei dem Spendengelder für die Frauenrechtsbewegung gesammelt werden sollten, wurden 48 Frauen und vier Männer festgenommen. Bei einer Demonstration in Bulawayo am 12. Februar 2005 kam es zu 50 Inhaftierungen. Bei einer Mahnwache in Harare im März 2005 wurden 260 Frauen, einige mit ihren Kindern, festgenommen. In allen Fällen wurden die Frauen nach kurzer Haftdauer, teils nach Zahlung von Geldstrafen, wieder entlassen. Anwälte berichteten von massiven Einschüchterungsversuchen durch die Behörden. Die WOZA-Vorsitzende Jenni Williams wurde innerhalb von zwei Jahren fünfzehnmal verhaftet.
WOZA wird von Amnesty International bei ihrer Arbeit unterstützt und erhielt 2008 den Amnesty International Menschenrechtspreis.